# تقاطع کالاریکود
کاریکود مکانی در محدوده کولام و در ایالت کرالا است. این ناحیه در نزدیکی ۵ کیلومتری مرکز شهر کولام واقع گردیده است. همچنین این محل جزو قسمت بیست و سوم زیر نظر شرکت کولام می باشد. 